# World Darts Trophy 2003
De Bavaria World Darts Trophy 2003 was de 2e editie van het internationale dartstoernooi World Darts Trophy, georganiseerd door de BDO, en werd gehouden van 6 september 2003 tot en met 14 september 2003 in de Vechtsebanen te Utrecht.

## Prijzengeld

### Mannen
Het totale prijzengeld bedroeg €172.000 (plus €?) en was als volgt verdeeld:
| Plaats        | Prijzengeld                |
| ------------- | -------------------------- |
| Winnaar       | €45.000                    |
| Runner-up     | €22.500                    |
| Halvefinalist | €11.250                    |
| Kwartfinalist | €6.000                     |
| 2e ronde      | €3.000                     |
| 1e ronde      | €2.000                     |
| 9-darter      | Een auto ter waarde van €? |

Degene met de hoogste check-out (uitgooi) kreeg €2.000:
- 164 - Darryl Fitton €2.000

### Vrouwen
Het totale prijzengeld bedroeg €35.500 (plus €?) en was als volgt verdeeld:
| Plaats        | Prijzengeld                |
| ------------- | -------------------------- |
| Winnaar       | €15.000                    |
| Runner-up     | €7.500                     |
| Halvefinalist | €2.500                     |
| Kwartfinalist | €1.750                     |
| 9-darter      | Een auto ter waarde van €? |

Degene met de hoogste check-out (uitgooi) kreeg €1.000:
- onbekend

## Alle wedstrijden

### Mannen

#### Eerste ronde (best of 5 sets)
| Bob Taylor                | 3 - 2 | Peter Hunt       |
| (1) Raymond van Barneveld | 3 - 0 | John Snijers     |
| Gary Robson               | 3 - 1 | Stephen Bunting  |
| (8) Brian Derbyshire      | 2 - 3 | Darryl Fitton    |
| Colin Monk                | 3 - 0 | Tony Eccles      |
| (5) Tony O'Shea           | 1 - 3 | Steve Duke sr.   |
| John Walton               | 3 - 1 | Co Stompé        |
| (4) Tony David            | 3 - 0 | Robert Wagner    |
| Vincent van der Voort     | 3 - 1 | Steve Coote      |
| (2) Mervyn King           | 3 - 2 | Shaun Greatbatch |
| Albertino Essers          | 2 - 3 | Dave Routledge   |
| (7) Martin Adams          | 3 - 2 | Tomas Seyler     |
| Tony West                 | 3 - 1 | Rick Hofstra     |
| (6) Andy Fordham          | 0 - 3 | Gary Anderson    |
| (3) Ted Hankey            | 0 - 3 | Jarkko Komula    |
| James Wade                | 3 - 1 | Brian Sørensen   |

#### Tweede ronde (best of 5 sets)
| Bob Taylor            | 0 - 3 | Raymond van Barneveld (1) |
| Gary Robson           | 3 - 2 | Darryl Fitton             |
| Colin Monk            | 3 - 1 | Steve Duke sr.            |
| John Walton           | 1 - 3 | Tony David (4)            |
| Vincent van der Voort | 0 - 3 | Mervyn King (2)           |
| Dave Routledge        | 1 - 3 | Martin Adams (7)          |
| Tony West             | 3 - 1 | Gary Anderson             |
| Jarkko Komula         | 3 - 1 | James Wade                |

#### Kwartfinale (best of 9 sets)
| (1) Raymond van Barneveld | 5 - 0 | Gary Robson      |
| Colin Monk                | 2 - 5 | Tony David (4)   |
| (2) Mervyn King           | 5 - 4 | Martin Adams (7) |
| Tony West                 | 4 - 5 | Jarkko Komula    |

#### Halve finale (best of 9 sets)
| (1) Raymond van Barneveld | 5 - 2 | Tony David (4) |
| (2) Mervyn King           | 5 - 2 | Jarkko Komula  |

#### Finale (best of 11 sets)
| (1) Raymond van Barneveld | 6 - 2 | Mervyn King (2) |

### Vrouwen

#### Kwartfinale (best of 3 sets)
| (1) Trina Gulliver     | 2 - 0 | Crissy Howat  |
| (4) Anne Kirk          | 2 - 1 | Sandra Pollet |
| (2) Francis Hoenselaar | 2 - 0 | Karin Krappen |
| (3) Mieke de Boer      | 2 - 0 | Carina Ekberg |

#### Halve finale (best of 3 sets)
| (1) Trina Gulliver     | 2 - 0 | Anne Kirk (4)     |
| (2) Francis Hoenselaar | 2 - 0 | Mieke de Boer (3) |

#### Finale (best of 5 sets)
| (1) Trina Gulliver | 3 - 1 | Francis Hoenselaar (2) |

2002 ·
2003 ·
2004 ·
2005 ·
2006 ·
2007